# Trichaspis
Trichaspis là một chi bọ cánh cứng trong họ Chrysomelidae.
Chi này được miêu tả khoa học năm 1911 bởi Spaeth.

## Các loài
Các loài trong chi này gồm:
- Trichaspis hincksi (Shaw, 1961)
- Trichaspis pilosa (Spaeth, 1911)
- Trichaspis pilosula (Boheman, 1862)